# Maxstraße 26 (Bad Kissingen)

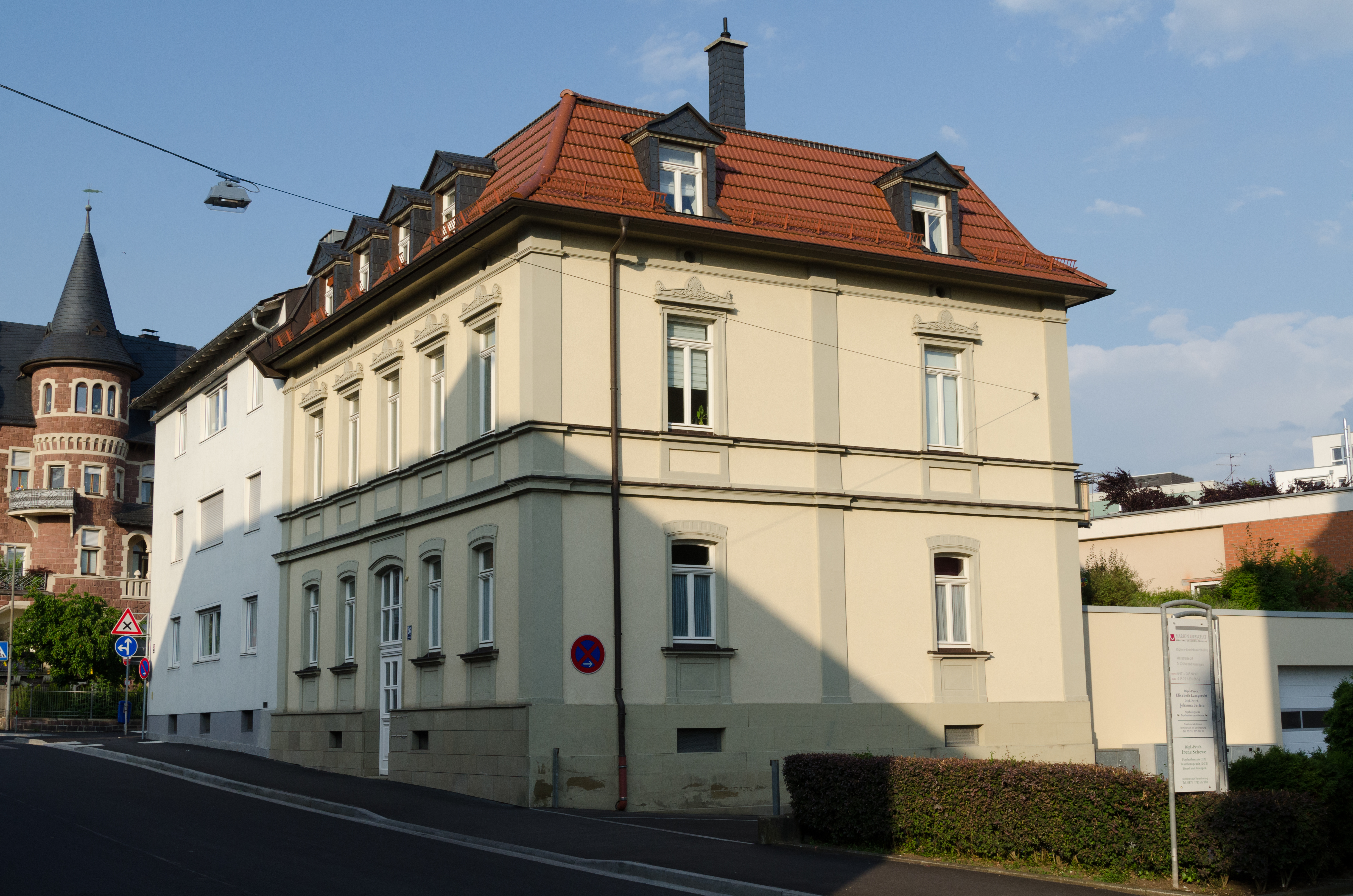
Maxstraße 26 in Bad Kissingen

Das Anwesen Maxstraße 26 in der Maxstraßein Bad Kissingen, der Großen Kreisstadt des unterfränkischen Landkreises Bad Kissingen gehört zu den Bad Kissinger Baudenkmälern und ist unter der Nummer D-6-72-114-316 in der Bayerischen Denkmalliste registriert.

## Geschichte
Das Anwesen wurde im Jahr 1888 im klassizisierenden Stil errichtet. Es handelt sich um einen zweigeschossigen Massivbau mit abgeschnittenem Walmdach, mit Lisenengliederung. Die Fensterrahmungen befinden sich auf vorspringenden Brüstungen. Die Fenster sind im Erdgeschoss durch Stichbogen abgeschlossen und haben im Obergeschoss giebelige Verdachungen mit Akroterien und Mittelpalmetten.